# Biruki (rejon miorski)
Biruki – dawny majątek i zaścianek. Tereny, na których leżały, znajdują się obecnie na Białorusi, w obwodzie witebskim, w rejonie miorskim, w sielsowiecie Nowy Pohost.

## Historia
W czasach zaborów w powiecie dzisieńskim, w guberni wileńskiej Imperium Rosyjskiego.
W latach 1921–1945 majątek i zaścianek leżały w Polsce, w województwie wileńskim, w powiecie dziśnieńskim (od 1926 w powiecie brasławskim) w gminie Nowy Pohost.
Powszechny Spis Ludności z 1921 roku podał łączne dane dotyczące miejscowości. Zamieszkiwało tu 38 osób, 36 było wyznania rzymskokatolickiego a 2 prawosławnego. Jednocześnie 29 mieszkańców zadeklarowało polską a 9 białoruską przynależność narodową. Było tu 6 budynków mieszkalnych. W 1931 majątek w 2 domach zamieszkiwały 22 osoby, a zaścianek w 1 domu 5 osób.
Wierni należeli do parafii rzymskokatolickiej w Nowym Pohoście. Miejscowość podlegała pod Sąd Grodzki w Drui i Okręgowy w Wilnie; właściwy urząd pocztowy mieścił się w Nowym Pohoście.